# Czerwone (gromada)
Czerwone – dawna gromada, czyli najmniejsza jednostka podziału terytorialnego Polskiej Rzeczypospolitej Ludowej w latach 1954–1972.
Gromady, z gromadzkimi radami narodowymi (GRN) jako organami władzy najniższego stopnia na wsi, funkcjonowały od reformy reorganizującej administrację wiejską przeprowadzonej jesienią 1954 do momentu ich zniesienia z dniem 1 stycznia 1973, tym samym wypierając organizację gminną w latach 1954–1972.
Gromadę Czerwone z siedzibą GRN w Czerwonem utworzono – jako jedną z 8759 gromad – w powiecie kolneńskim w woj. białostockim, na mocy uchwały nr 17/V WRN w Białymstoku z dnia 4 października 1954. W skład jednostki wszedł obszar dotychczasowej gromady Czerwone ze zniesionej gminy Czerwone w tymże powiecie. Dla gromady ustalono 15 członków gromadzkiej rady narodowej.
31 grudnia 1959 do gromady Czerwone przyłączono obszar zniesionej gromady Wincenta oraz wsie Kozioł i Gorszczyzna oraz obszar lasów państwowych N-ctwa Kolno obejmujący oddziały 1—51 i 83—85 ze zniesionej gromady Kozioł.
1 stycznia 1969 do gromady Czerwone przyłączono wsie Dudy Nadrzeczne, Charubiny i Waszki ze zniesionej gromady Zabiele.
Gromada przetrwała do końca 1972 roku, czyli do kolejnej reformy gminnej.